# Magyar animációsfilm-rendezők listája
| Ábécé szerinti tartalomjegyzék                                                                           |
| --- |
| A, Á B C Cs D Dz Dzs E, É F G Gy H I, Í J K L Ly M N Ny O, Ó Ö, Ő P Q R S Sz T Ty U, Ú Ü, Ű V W X Y Z Zs |

## B
- Bada Tibor (1963-2006)
- Baksa Tamás
- Balajthy László (1956-)
- Bányai István (1949-2022)
- Békési Sándor (1954-)
- Bélai István (1931-2004)
- Bleier Edit (1939-)
- Bodó András
- Bortnyik Sándor (1893-1973)
- Bucsi Réka (1988-)

## C
- Cakó Ferenc (1950-)

## CS
- Cseh András (1927-2017)
- Csermák Tibor (1927-1965)
- Csonka György (1943-)
- Csupó Gábor (1952-)

## D
- Dargay Attila (1927-2009)
- Dizseri Eszter (1937-) reklámfilm-rendező
- Doboki László (1951-)

## F
- Ficzek Ferenc (1947-1987)
- Foky Ottó (1927-2012)
- Fritz Zoltán (1979-)
- Füzesi Zsuzsa (1939-2014)

## G
- Gauder Áron (1972-)
- Gát György (1947-2024)
- Gémes József (1939-2013)

## GY
- Gyulai Líviusz (1937-2021)

## H
- Halász János (1912-1995)
- Haui József (1952-)
- Háy Ágnes (1952-)
- Hegedűs 2 László (1950-)
- Hegyi Füstös László (1950-1997)
- Hernádi Oszkár (1952-)
- Hernádi Tibor (1951-2012)
- Herpai Zoltán (1951-2011)
- Homolya Gábor (1956-)
- Horváth Mária (1952-)

## I
- Igor Lazin (1964-)
- Imre István (1928-2007)

## J
- Jankovics Marcell (1941-2021)
- Jesse Sándor (1953-)
- Juhász Sándor (1934-1993)

## K
- Kassowitz Félix (1907-1983)
- Kató Kiszly István (1895-1963)
- Keresztes Dóra (1953-)
- Kisfaludy András (1950-)
- Kismányoki Károly (1943-2018)
- Klausz Alfréd (1945-2010)
- Koltai Jenő (1938-1995)
- Korniss Dezső (1908-1984)
- Kovács István
- Kovásznai György (1934-1984)
- Kricskovics Zsuzsanna (1949-)
- Kreif Zsuzsanna

## L
- Lisziák Elek (1939-2007)

## M
- Macskássy Gyula (1912-1971)
- Macskássy Katalin (1942-2008)
- Majoros István
- Maros Zoltán (1950-)
- Mata János (1934-2017)
- Mátis Kálmán (1903-1960)
- Mátrai Jenő (1896-1967)
- M. Tóth Géza (1970-)

## N
- Nagy Gyula (1961-)
- Nepp József (1934-2017)

## O
- Olcsai-Kiss Zoltán (1895-1981)
- Orbán Károly
- Orosz István (1951-)

## P
- Pálfi Zsolt (1972-)

## R
- Reisenbüchler Sándor (1935-2004)
- Réber László (1920-2001)
- Richly Zsolt (1941-2020)
- Rofusz Ferenc (1946-)
- Rofusz Kinga (1970-)

## S
- Sajdik Ferenc (1930–)
- Sárközy Endre (1929–)
- Somogyi Győző (1942–)

## SZ
- Szabó Sipos Tamás (1937–1985)
- Szabó Szabolcs (1927–2003)
- Szilágyi Varga Zoltán (1951–)
- Sz.Szilágyi Ildikó reklámfilm-rendező
- Szoboszlay Péter (1937–)
- Szombati-Szabó Csaba (1927–)
- Szórády Csaba (1950–)

## T
- Temesi Miklós (1922–)[1]
- Ternovszky Béla (1943–)
- Tóth Luca (1989–)
- Tóth Pál (1952-)

## U.Ú
- Újváry László (1945–)
- Ulrich Gábor (1967–)
- Uzsák János

## V
- Vajda Béla (1935–2011)
- Valker István (1903–1980)
- Varga Csaba (1945–2012)
- Varga Géza Pál (1948–)
- Varga Miklós (rendező) (1963–)
- Varsányi Ferenc (1950–)
- Várnai György (1921–1991)
- Vértes Marcell (1895–1961)
- Vörös Gizella

## w
- Weisz Béla (1965–)

## Z
- Zoltán Annamária

## Magyar származású animációsfilm-rendezők
- George Pal Pál György (1908-1980)
- Jean Image Hajdú Imre (1910-1989)
- John Halas ld. Halász János (1912-1995)